# Эйн-Киния
Эйн-Кини́я (ивр. עֵין קֻנִיֶּה‎, араб. عين قنية‎) — друзская деревня на Голанских высотах, входит в состав Северного округа Израиля и является местным советом. Располагается на территории, рассматриваемой некоторыми государствами, как оккупированной Израилем территории Сирии.

## География
Эйн-Киния расположен на высоте 750 м на северо-востоке Голанских высот, на южном склоне горного массива Хермон, в 157 километрах к северо-востоку от центра Тель-Авива и около 83 км к северо-востоку от города Хайфы.
Эйн-Киния расположен в северной части Голанских высот, в которой проживает этнически смешанное население. Основной состав представлен арабоязычными друзами, живущими также и в более густонаселенных муниципалитетах: Буката, Масаада, Мадждаль-Шамс. Вокруг есть несколько еврейских деревень: 2 км к северо-востоку от деревни Эйн-Киния расположен мошав Нимрод, а 2 км к северу лежит мошав Неве-Атив.
Подъехать к Эйн-Киния можно через шоссе номер 99 с южной стороны деревни, и через дорогу номер 989, которая проходит у деревни с северной стороны.

## История
Эйн-Киния находится на Голанских высотах, которые были захвачены израильской армией в 1967 году в ходе Шестидневной войны и с тех пор принадлежат израильтянам. Сирийские арабы во время военных действий Израиля в 1967 году бежали за исключением жителей нескольких сел населенных друзами. Одно из этих сел было также Эйн-Киния.

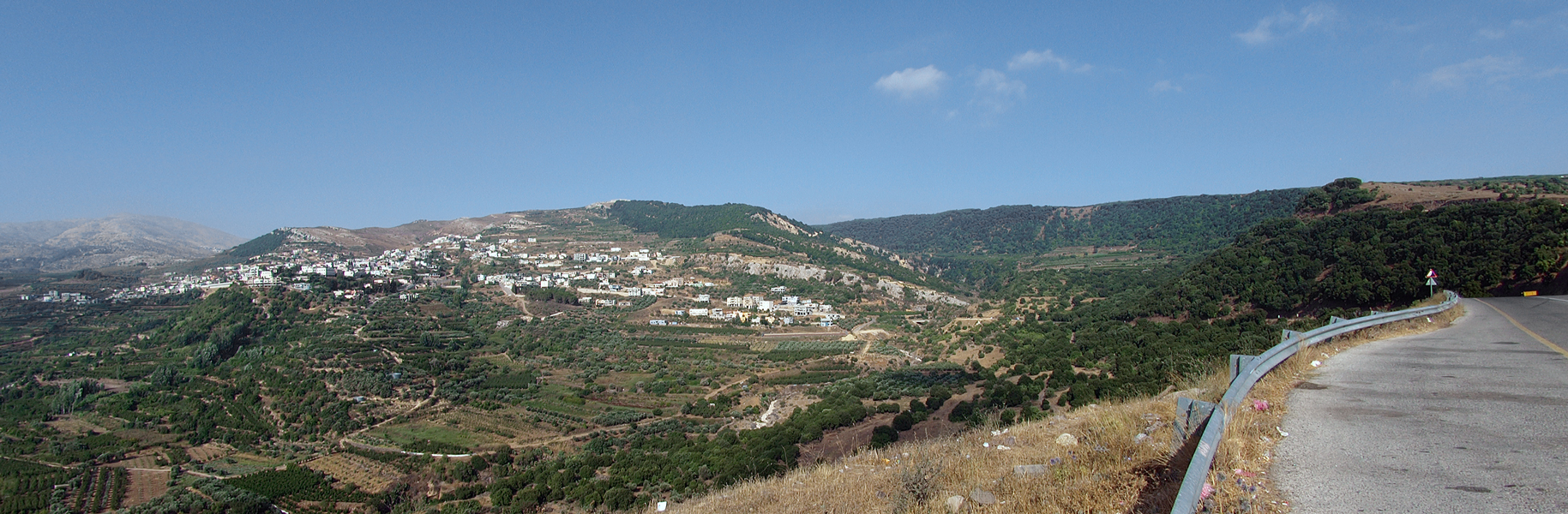
Вид на Эйн-Киния со стороны трассы 99

Эйн-Киния описано в конце XIX века французским путешественником Виктором Гериным как деревня с населением около 500 человек, из которых 300 человек были друзы, остальные арабы-христиане (марониты). Были несколько источников, которые обеспечивали жителей достаточным количеством питьевой воды. Там выращивали табак, хлопок, оливки и инжир.
В 1982 году, вскоре после аннексии Голанских высот Израилем был учрежден в Эйн-Киния местный совет.
К югу от Эйн-Киния был мост через ручей Нахаль Саар. Мост во время Шестидневной войны был взорван отступающей сирийской армией. После войны был восстановлен и называется Мост дружбы «Гeшeр xa-Йедидут» (ивр. גשר הידידות‎), который символизирует дружественные отношения между евреями и друзами.

## Население
По данным Центрального статистического бюро Израиля, население на начало 2020 года составляло 3 505 человек.
По данным в 2005 году в Эйн-Киния жили друзы 98,8 %, арабские христиане 0,7 %, арабские мусульмане 0,5 %. В течение 2009 года зарегистрированное население уменьшилось на 13,2 %.

## Города-побратимы
- Грейт-Нек[англ.], Нью-Йорк, США (2022)[6]